# Abdelkader Mojtari
Abdelkader Mojtari, también conocido como Abu el-Ma'ali o El Gendarme (kunya),fue un comandante argelino que alcanzó el estatus de "leyenda sagrada" entre los muyahidines bosnios durante la Guerra de Bosnia. Falleció en octubre de 2015.

## Bosnia
Evan Kohlmann señaló que Abdelkader Mojtari, un argelino con experiencia previa en el Grupo Islámico Armado,llegó a Bosnia y se especializó como segundo al mando de un batallón en Zenica, bajo las órdenes de Anwar Shaaban en 1995, con Fateh Kamal como su mano derecha.Kohlmann también mencionó que Kamal visitó 16 países durante ese período.Más tarde, Kohlmann afirmó que un informe francés de 1997 sugería que Mojtari había logrado mantener un escondite de misiles SA-7 después de los Acuerdos de Dayton, gracias a su estatus y protección por parte del presidente Alija Izetbegović.
En 1996, algunas fuentes indicaron que Abdelkader Mojtari estaba al mando del Tercer Cuerpo, también conocido como la Fuerza Gazi'a, una unidad que unificaba a varios grupos de muyahidines que previamente operaban de manera independiente bajo una sola estructura. El término "Gazi'a" en árabe significa represalia, lo que reflejaba la naturaleza de la fuerza. Sin embargo, otros informes sugieren que Mojtari no lideraba todo el Cuerpo, sino únicamente la sección de entrenamiento, conocida como la Fuerza U.
Karim Said Atmani sirvió bajo el mando de Abdelkader Mojtari durante la Guerra de Bosnia.

## Actividades posteriores
En 1999, Estados Unidos condicionó la asistencia a las Fuerzas Armadas de Bosnia y Herzegovina a la entrega de Mojtari.Aunque Izetbegović se negó al principio, finalmente acordó expulsarlo del país en lugar de extraditarlo a Estados Unidos.
En 2005, una revista bosnia entrevistó a Mojtari sobre su opinión respecto al juicio de Abduladhim Maktouf, un muyahidín acusado de maltratar prisioneros croatas. Mojtari mencionó en la entrevista que estaba casado con una mujer bosnia.

## Muerte
Mojtari falleció en Orán en octubre de 2015. La Salat al-Janazah se llevó a cabo el 26 de octubre de ese mismo año.